# Tajowie
Tajowie (nazwa własna: ไทยสยาม, trb. Thai Sayaam, dosł. „Tajowie syjamscy”), dawniej Syjamczycy – naród azjatycki należący do grupy ludów tajskich, posługujący się językiem tajskim. Ten 63-milionowy naród, poza Tajlandią, zamieszkuje głównie USA (110 tys.) oraz Tajwan (100 tys.). Dominującą wśród nich religią jest buddyzm therawada. Tajowie zamieszkujący Tajlandię pod względem lingwistycznym nie są jednorodni, oprócz centralnego i funkcjonującego jako oficjalny języka środkowo-tajskiego, opartego na dialekcie Bangkoku w powszechnym użyciu jest także język południowotajski, język isan uważany za dialekt laotański, oraz język północnotajski. 
Nazwa „Tajowie” jest używana często w znaczeniu szerszym, na określenie innych pomniejszych językowo spokrewnionych ludów tajskich, zamieszkujących południowe Chiny, Birmę, Wietnam itp. W tym znaczeniu mówi się więc o Czarnych Tajach, Białych Tajach itd. W Chinach wiele z tych grup zostało zaliczonych do oficjalnie uznanych mniejszości narodowych Dai i Zhuang, zaś w Wietnamie do mniejszości Thái, Tày i Nùng.